# 愛荷華城
艾奥瓦城（英語：Iowa City）位于美国艾奥瓦州中东部，是约翰逊县的县治所在，面积63.3平方公里。根据美国2000年人口普查，共有62,220人，其中白人占87.33%、亚裔美国人占5.64%、非裔美国人占3.75%。
艾奥瓦城是艾奥瓦州的第一个首府，直至1857年被得梅因取而代之。
艾奥瓦城是艾奥瓦大学的所在地。